# Carlo, Cokxxx, Nutten II
Carlo, Cokxxx, Nutten II è un album in collaborazione dei due rapper tedeschi Bushido e Baba Saad. L'album è uscito il 4 aprile del 2005 attraverso l'etichetta discografica ersguterjunge.

## Contenuto
L'album musicalmente parla (come già sentito nel disco Carlo, Cokxxx, Nutten) di traffico di droga, prostituzione e la vita nelle strade e nei Ghetto di Berlino.
L'album contiene alcune tracce da diss contro Fler che Bushido conosceva ancora prima che i due rapper avevano firmato un contratto con l´Aggro Berlin. Con questo disco, Bushido, sostituisce Fler con il quale aveva pubblicato l'album Carlo, Cokxxx, Nutten nel 2002.
I critici delle riviste Hip Hop tedesche hanno elogiato il giovane rapper libanese Baba Saad definendolo al´altezza di sostituire Fler.
Come nel disco Carlo, Cokxxx, Nutten anche su questo Bushido usa lo pseudonimo Sonny Black.

## Produzione
Il disco è stato prodotto interamente da Bushido.

## Successo e Singoli
Il disco ha avuto una buona posizione nella Media Control Charts ovvero 3º posto.
Il singolo estratto dal disco Carlo, Cokxxx, Nutten II è Nie ein Rapper che raggiunse il 24º posto nella Media Control Charts.

## Tracce
| #  | Titolo                                        | Featuring | Durata |
| -- | --------------------------------------------- | --------- | ------ |
| 1  | Intro                                         |           | 1:01   |
| 2  | Immer noch                                    |           | 3:05   |
| 3  | Oh nein                                       |           | 2:45   |
| 4  | Fickdeinemutterslang                          |           | 3:42   |
| 5  | Denk an mich                                  |           | 3:25   |
| 6  | Ghettorap hin, Ghettorap her (Solo Baba Saad) |           | 3:21   |
| 7  | Sonny Black (Solo Bushido)                    |           | 2:48   |
| 8  | Nie ein Rapper                                |           | 4:05   |
| 9  | Also komm...                                  |           | 3:20   |
| 10 | Träume im Dunkeln                             | D-Bo      | 3:45   |
| 11 | Wer ist dieser Junge?                         |           | 2:59   |
| 12 | Besoffene Kinder                              |           | 3:03   |
| 13 | Es tut mir leid                               |           | 4:10   |
| 14 | Du bist out                                   |           | 2:58   |
| 15 | Taliban                                       |           | 4:04   |